# 오메촌
오메촌(大目村)은 야마나시현 기타쓰루군에 있던 촌이다. 현재의 우에노하라시에 해당한다.

## 역사
- 1875년 1월 - 쓰루군 2개 촌이 합병해 오메촌이 성립하였다.
- 1878년 7월 22일 - 군구정촌편직법에 의해, 오메촌은 기타쓰루군에 소속되었다.
- 1889년 7월 1일 - 정촌제 시행에 의해 오메촌이 단독으로 지자체를 형성하였다.
- 1954년 9월 8일 - 우에노하라정, 유즈리하라촌, 사이하라촌, 시마다촌, 오쓰루촌, 이와오촌, 고토촌과 합병해, 동일 오메촌은 페지되었다.

## 참고문헌
- 角川日本地名大辞典 19 山梨県